# Mikkel Pedersen Akeleye
Mikkel Pedersen Akeleye (ukendt - 10. august 1539 i Odense) var en dansk købmand og borgmester. Han blev valgt som borgmester i Odense i 1506. Han handlede han bl.a. med klæde og stude. I 1511 fik han lov at udføre 300 stude på trods af eksportforbud. Christian 2. skulle have boet hos Akeleye i hans hus i Odense, der må antages at have været blandt byens fornemste. I 1525 oprettede han godset Skinnerup, nu Ulriksholm.
Han var søn af Peder Knudsen Akeleye og Else (også omtalt som Sidsel) Walkendorff. Han var gift med Magdalene Knudsdatter Drage og de fik fire børn: Kirsten Mikkelsdatter Akeleye, Anne Mikkelsdatter Akeleye, Dorothea Mikkelsdatter Akeleye og Knud Mikkelsen Akeleye. Som den eneste søn overtog Knud godset efter faderens død i 1539. Han ligger begravet i Gråbrødre Klosterkirke i Odense.